# Kras (Buzet)
Pour les articles homonymes, voir Kras.
Kras (en italien : Carse) est une localité de Croatie située en Istrie, dans la municipalité de Buzet, dans le comitat d'Istrie. En 2001, la localité comptait 21 habitants.

## Démographie
| 1948 | 1953 | 1961 | 1971 | 1981 | 1991 | 2001 |
| ---- | ---- | ---- | ---- | ---- | ---- | ---- |
| 93   | 93   | 76   | 50   | 30   | 27   | 21   |